# Anthurium intermedium
Anthurium intermedium är en kallaväxtart som beskrevs av Carl Sigismund Kunth. Anthurium intermedium ingår i släktet Anthurium och familjen kallaväxter. Inga underarter finns listade.